# Distichium bryoxiphioidium
Distichium bryoxiphioidium är en bladmossart som beskrevs av Gao Chien in Gao Chien, Zhang Guang-chu och Cao Tong 1981. Distichium bryoxiphioidium ingår i släktet planmossor, och familjen Ditrichaceae. Inga underarter finns listade i Catalogue of Life.